# U.S. Professional Indoor 1973
Lo U.S. Pro Indoor 1973 è stato un torneo di tennis giocato sintetico indoor. È stata la 6ª edizione dello U.S. Pro Indoor, che fa parte del World Championship Tennis 1973. Si è giocato al Wachovia Spectrum di Filadelfia in Pennsylvania negli Stati Uniti dal 5 all'11 febbraio 1973.

## Campioni

### Singolare maschile
Stan Smith ha battuto in finale  Robert Lutz con il punteggio di 7–6(2), 7–6(5), 4–6, 6–4.

### Doppio maschile
Brian Gottfried /  Dick Stockton hanno battuto in finale  Roy Emerson /  Rod Laver con il punteggio di 4–6, 6–3, 6–4.